# Eugenia oreophila
Syzygium oreophilum là một loài thực vật thuộc họ Myrtaceae. Đây là loài đặc hữu của peninsular Malaysia và other parts of phía nam châu Á. Its habitat is confined to mountain tops and ridges between the altitude of 1300 and 1650m.